# Lista monumentelor istorice din județul Mureș - O

Simbol pentru monumentele istorice

Lista monumentelor istorice din județul Mureș - O cuprinde monumentele istorice înscrise în Patrimoniul cultural național al României și aflate în localități ce încep cu litera O din județul Mureș.
Lista completă este menținută și actualizată periodic de către Ministerul Culturii, Cultelor și Patrimoniului Național din România, prin intermediul Institutului Național al Patrimoniului, ultima versiune datând din 2015. Această listă cuprinde și actualizările ulterioare, realizate prin ordin al ministrului culturii.
| Cod LMI                                    | Denumire                                                            | Localitate                      | Localizare                                              | Datare, Creatori           | Imagine               | Erori             |
| ------------------------------------------ | ------------------------------------------------------------------- | ------------------------------- | ------------------------------------------------------- | -------------------------- | --------------------- | ----------------- |
| MS-I-s-B-15401 (RAN: 118584.01, 118584.04) | Așezarea romană de la Ogra                                          | sat Ogra; comuna Ogra           | „Cipău-fermă”, în vatra satului 46.61666°N 24.33333°E   | sec. II - III p. Chr.      | Încarcă foto \| video | Raportează eroare |
| MS-I-s-B-15402 (RAN: 120236.01)            | Așezarea romană de la Ormeniș                                       | sat Ormeniș; comuna Viișoara    | în vatra satului 46.31667°N 24.53333°E                  | sec. II - III p. Chr.      | Încarcă foto \| video | Raportează eroare |
| MS-I-s-B-15403 (RAN: 115815.01)            | Așezarea neolitică de la Ozd                                        | sat Ozd; comuna Bichiș          | „Lotrul Domnișoarei”, la E de sat 46.36666°N 24.11667°E | Neolitic, Cultura Petrești | Încarcă foto \| video | Raportează eroare |
| MS-I-s-B-15404 (RAN: 115815.02)            | Așezarea romană de la Ozd                                           | sat Ozd; comuna Bichiș          | „Vale”, la E de sat 46.36666°N 24.125°E                 | Epoca romană               | Încarcă foto \| video | Raportează eroare |
| MS-II-m-A-15737 (RAN: 118584.06)           | Castelul Haller                                                     | sat Ogra; comuna Ogra           | 466 46.44723°N 24.32257°E                               | sec. XVII                  | Alte imagini          | Raportează eroare |
| MS-II-a-A-15738 (RAN: 120236.02)           | Ansamblul bisericii evanghelice                                     | sat Ormeniș; comuna Viișoara    | Str. Principală 204                                     | sec. XVI - XVIII           | Alte imagini          | Raportează eroare |
| MS-II-m-A-15738.01                         | Biserica evanghelică                                                | sat Ormeniș; comuna Viișoara    | Str. Principală 204                                     | sec. XVI - XVIII           |                       | Raportează eroare |
| MS-II-m-A-15738.02                         | Zidul de incintă, cu turnul-clopotniță                              | sat Ormeniș; comuna Viișoara    | Str. Principală 204                                     | sec. XVIII                 |                       | Raportează eroare |
| MS-II-m-B-15739                            | Biserica de lemn „Sf. Arhangheli”-Ungureni                          | sat Oroiu; comuna Band          |                                                         | 1690 - 1720, transf. 1953  | Încarcă foto \| video | Raportează eroare |
| MS-II-m-A-15740 (RAN: 115478.03)           | Biserica de lemn „Intrarea Maicii Domnului în Biserică”             | sat Oroiu; comuna Band          | 150                                                     | 1784, transf. 1935         |                       | Raportează eroare |
| MS-II-m-A-15741 (RAN: 115815.07)           | Castelul Pekri                                                      | sat Ozd; comuna Bichiș          | 5 46.35712°N 24.1123°E                                  | ante 1705, refăcut 1732    | Alte imagini          | Raportează eroare |
| MS-III-m-B-16082                           | Monumentul eroilor români căzuți în cel de-al doilea război mondial | sat Oarba de Mureș; oraș Iernut | f.n., pe dealul de lângă sat                            | 1950 - 1975                |                       | Raportează eroare |